# Lomsjön (Själevads socken, Ångermanland)
Lomsjön är en sjö i Örnsköldsviks kommun i Ångermanland och ingår i Idbyån-Moälvens kustområde. Sjön är 28 meter djup, har en yta på 2,78 kvadratkilometer och befinner sig 45 meter över havet. Sjön avvattnas av vattendraget Strömsån (Lidån).

## Delavrinningsområde
Lomsjön ingår i det delavrinningsområde (702851-164329) som SMHI kallar för Utloppet av Lomsjön. Medelhöjden är 87 meter över havet och ytan är 11,64 kvadratkilometer. Räknas de 4 avrinningsområdena uppströms in blir den ackumulerade arean 43,27 kvadratkilometer. Avrinningsområdets utflöde Strömsån (Lidån) mynnar i havet. Avrinningsområdet består mestadels av skog (47 procent), öppen mark (13 procent) och jordbruk (11 procent). Avrinningsområdet har 2,76 kvadratkilometer vattenytor vilket ger det en sjöprocent på 23,7 procent.